# Перелік пам'яток історії Старовижівського району
У Старовижівському районі Волинської області станом на 2008 р. нараховується 46 пам'яток історії.
| № п/п | Охорон ний номер | Місцезнаходження пам'ятника, його адреса | Найменування пам'ятника                                                        | Датування             | Автор                                  | Дата спорудження | Дата і № рішення облвиконкому (адміністрації), постанови Кабінету Міністрів України про взяття пам'ятника під охорону | На чиєму утриманні знаходиться   |
| ----- | ---------------- | ---------------------------------------- | ------------------------------------------------------------------------------ | --------------------- | -------------------------------------- | ---------------- | --- | -------------------------------- |
| 1.    | 250              | смт. Стара Вижівка                       | Меморіальний комплекс на честь радянських воїнів-визволителів, партизан        | 1941-1945             |                                        | 1972             | 267-р від 25.08.86р.                                                                                                  | Виконкому Старовижівської сел./р |
| 2.    | 760              | смт. Стара Вижівка                       | Могила братська радянських воїнів Губаря С. В., Коваля Г. В., Михайленка В. А. | 1944                  |                                        | 1965             | 267-р від 25.08.86р.                                                                                                  | Виконкому Старовижівської сел./р |
| 3.    | 761              | смт. Стара Вижівка                       | Могила братська радянських воїнів і партизан, радянського партактиву           | 1944                  |                                        | 1965             | 267-р від 25.08.86р.                                                                                                  | Виконкому Старовижівської сел./р |
| 4.    | 930              | с. Брунетівка                            | Могила братська радянських воїнів                                              | 1944                  |                                        | 1991             | 265-р від 24.12.91р.                                                                                                  | Виконкому Поліської с/р          |
| 5.    | 297              | с. Буцин                                 | Пам'ятник землякам                                                             | 1941-1945             | Львівська кераміко-скульптурна фабрика | 1977             | 267-р від 25.08.86р.                                                                                                  | Виконкому Седлищенської с/р      |
| 6.    | 490              | с. Буцин                                 | Могила радянського воїна В. І. Меткіна                                         | 1944                  |                                        |                  | 415-р від 22.06.99р.                                                                                                  | Виконкому Седлищенської с/р      |
| 7.    | 406              | с. Глухи                                 | Пам'ятник землякам                                                             | 1941-1945             | Львівська кераміко-скульптурна фабрика | 1974             | 477-р від 28.11.75р.                                                                                                  | Виконкому Глухівської с/р        |
| 8.    | 932              | с. Глухи, хут. Чоповник                  | Могила радянських воїнів Денисова і Дюжикова                                   | 1944                  |                                        | 1991             | 265-р від 24.12.91р.                                                                                                  | Виконкому Глухівської с/р        |
| 9.    | 747              | с. Дубечне, біля гуртожитку              | Могила Марченка Є. І. — полковника Радянської Армії                            | 1944                  | Місцеві майстри                        | 1984             | 267-р від 25.08.86р.                                                                                                  | Виконкому Дубечненської с/р      |
| 10.   | 763              | с. Дубечне, біля будинку культури        | Пам'ятник землякам, які загинули на фронтах Великої Вітчизняної війни          | 1941-1945             |                                        | 1984             | 267-р від 25.08.86р.                                                                                                  | Виконкому Дубечненської с/р      |
| 11.   | 762              | с. Журавлине                             | Могила братська радянських воїнів                                              | 1944                  |                                        | 1974             | 267-р від 25.08.86р.                                                                                                  | Виконкому Журавлинської с/р      |
| 12.   | 764              | с. Журавлине                             | Пам'ятник землякам                                                             | 1941-1945             | Київська скульптурна фабрика           | 1962             | 267-р від 25.08.86р.                                                                                                  | Виконкому Журавлинської с/р      |
| 13.   | 748              | с. Залюття, біля лісу                    | Могила братська радянських воїнів                                              | 1944                  | Місцеві майстри                        | 1965             | 267-р від 25.08.86р.                                                                                                  | Виконкому Дубечненської с/р      |
| 14.   | 407              | с. Кримне                                | Пам'ятник землякам                                                             | 1941-1945             | СитніковБ. І.                          | 1972             | 477-р від 28.11.75р.                                                                                                  | Виконкому Кримненської с/р       |
| 15.   | 870              | с. Кримне                                | Могила розстріляних євреїв                                                     | 1943                  |                                        | 1991             | 265-р від 24.12.91р.                                                                                                  | Виконкому Кримненської с/р       |
| 16.   | 408              | с. Любохини                              | Пам'ятник землякам                                                             | 1941-1945             | Львівська кераміко-скульптурна фабрика | 1967             | 477-р від 28.11.75р.                                                                                                  | Виконкому Любохинівської с/р     |
| 17.   | 749              | с. Лютка, на кладовищі                   | Могила Воробйова — лейтенанта Радянської Армії                                 | 1944                  |                                        | 1978             | 267-р від 25.08.86р.                                                                                                  | Виконкому Дубечненської с/р      |
| 18.   | 750              | с. Лютка, на кладовищі                   | Могила Юдічева Ф. С. — молодшого сержанта Радянської Армії                     | 1944                  |                                        | 1980             | 267-р від 25.08.86р.                                                                                                  | Виконкому Дубечненської с/р      |
| 19.   | 751              | с. Лютка, на кладовищі                   | Могила Сулеви С. Й. — члена КПЗУ                                               | 1948                  |                                        | 1967             | 267-р від 25.08.86р.                                                                                                  | Виконкому Дубечненської с/р      |
| 20.   | 753              | с. Мизове                                | Пам'ятник членам КПЗУ Коптію В. Г., Сарапину І. Ф., Сарапину Н. Ф.             | 1935                  |                                        |                  | 267-р від 25.08.86р.                                                                                                  | Виконкому Мизівської с/р         |
| 21.   | 754              | с. Мизове                                | Пам'ятник воїнам-землякам                                                      | 1941-1945; 50-ті роки | Львівська кераміко-скульптурна фабрика | 1982             | 267-р від 25.08.86р.                                                                                                  | Виконкому Мизівської с/р         |
| 22.   | 755              | с. Мизове                                | Могила Васильєва — сапера                                                      | 1944                  |                                        | 1984             | 267-р від 25.08.86р.                                                                                                  | Виконкому Мизівської с/р         |
| 23.   | 752              | с. Мильці                                | Могила Богатирьова В. С. — радянського льотчика                                | 1944                  |                                        | 1977             | 267-р від 25.08.86р.                                                                                                  | Виконкому Мизівської с/р         |
| 24.   | 756              | с. Нова Вижва, біля дороги               | Могила братська двох невідомих радянських воїнів                               | 1944                  |                                        |                  | 267-р від 25.08.86р.                                                                                                  | Виконкому Мизівської с/р         |
| 25.   | 931              | с. Нова Вижва                            | Могила невідомого радянського воїна                                            | 1944                  |                                        | 1991             | 265-р від 24.12.91р.                                                                                                  | Виконкому Мизівської с/р         |
| 26.   | 516              | с. Нова Вижва                            | Пам'ятник землякам                                                             | 1941-1945             | Львівська кераміко-скульптурна фабрика | 1975             | 457-р від 16.10.78р.                                                                                                  | Виконкому Мизівської с/р         |
| 27.   | 503              | с. Паридуби                              | Могила братська радянських воїнів                                              | 1944                  |                                        |                  | 415-р від 22.06.99р.                                                                                                  | Виконкому Смідинської с/р        |
| 28.   | 409              | с. Поліське                              | Пам'ятник землякам                                                             | 1941-1945             | Місцеві майстри                        | 1972             | 477-р від 28.11.75р.                                                                                                  | Виконкому Поліської с/р          |
| 29.   | 757              | с. Поліське                              | Могила братська радянських воїнів                                              | 1944                  |                                        |                  | 267-р від 25.08.86р.                                                                                                  | Виконкому Поліської с/р          |
| 30.   | 766              | с. Рудня                                 | Пам'ятник землякам                                                             | 1941-1945             |                                        | 1983             | 267-р від 25.08.86р.                                                                                                  | Виконкому Руднянської с/р        |
| 31.   | 410              | с. Седлище                               | Пам'ятник землякам                                                             | 1941-1945             | Львівська кераміко-скульптурна фабрика | 1974             | 477-р від 28.11.75р.                                                                                                  | Виконкому Седлищенської с/р      |
| 32.   | 296              | с. Секунь                                | Пам'ятник землякам                                                             | 1941-1945             | -"-                                    | 1979             | 65-р від 10.02.82р.                                                                                                   | Виконкому Секунської с/р         |
| 33.   | 758              | с. Секунь, на кладовищі                  | Могила братська 7 радянських воїнів                                            | 1944                  | Місцеві майстри                        | 1970             | 267-р від 25.08.86р.                                                                                                  | Виконкому Секунської с/р         |
| 34.   | 249              | с. Сереховичі                            | Пам'ятник землякам                                                             | 1941-1945             | Місцеві майстри                        | 1968             | 360-р від 04.08.69р.                                                                                                  | Виконкому Сереховичівської с/р   |
| 35.   | 443              | с. Синове                                | Пам'ятник землякам                                                             | 1941-1945, 1946—1949  | Львівська кераміко-скульптурна фабрика | 1978             | 65-р від 10.02.82р.                                                                                                   | Виконкому Синівської с/р         |
| 36.   | 933              | с. Синове                                | Могила братська радянських воїнів                                              | 1944                  |                                        | 1991             | 265-р від 24.12.91р.                                                                                                  | Виконкому Синівської с/р         |
| 37.   | 411              | с. Смідин                                | Пам'ятник на честь воїнів Радянської Армії, партизан, земляків                 | 1941-1945             | Львівська кераміко-скульптурна фабрика | 1966             | 477-р від 28.11.75р.                                                                                                  | Виконкому Смідинської с/р        |
| 38.   | 759              | с. Смідин, на кладовищі                  | Могила братська радянських воїнів                                              | 1944                  |                                        | 1981             | 267-р від 25.08.86р.                                                                                                  | Виконкому Смідинської с/р        |
| 39.   | 767              | с. Смоляри                               | Пам'ятник землякам                                                             | 1941-1945             |                                        | 1984             | 267-р від 25.08.86р.                                                                                                  | Виконкому Смолярівської с/р      |
| 40.   | 765              | с. Соколище                              | Пам'ятник землякам                                                             | 1941-1945             |                                        | 1980             | 267-р від 25.08.86р.                                                                                                  | Виконкому Соколищенської с/р     |
| 41.   | 274              | с. Солов'ї                               | Пам'ятник землякам                                                             | 1941-1945             | Львівська кераміко-скульптурна фабрика | 1978             | 65-р від 10.02.82р.                                                                                                   | Виконкому Солов'ївської с/р      |
| 42.   | 493              | с. Стара Гута, на кладовищі              | Могила радянського воїна Метієнка                                              | 1944                  |                                        |                  | 415-р від 22.06.99р.                                                                                                  | Виконкому Старогутівської с/р    |
| 43.   | 715              | с. Хотивель                              | Могила радянського воїна Назарова І. К.                                        | 1944                  | Місцеві майстри                        |                  | 267-р від 25.08.86р.                                                                                                  | Виконкому Нововижівської с/р     |
| 44.   | 871              | с. Чевель                                | Могила братська радянських воїнів                                              | 1944                  |                                        | 1991             | 265-р від 24.12.91р.                                                                                                  | Виконкому Поліської с/р          |
| 45.   | 492              | с. Чевель                                | Могила радянського льотчика                                                    | 1944                  |                                        |                  | 415-р від 22.06.99р.                                                                                                  | Виконкому Поліської с\р          |
| 46.   | 928              | с. Яревище                               | Могила братська жертв фашизму                                                  | 1943                  |                                        | 1991             | 265-р від 24.12.91р.                                                                                                  | Виконкому Кримненської с/р       |
|       |                  |                                          |                                                                                |                       |                                        |                  | |                                  |

## Джерело
- Пам'ятки Волинської області